# Kyselica

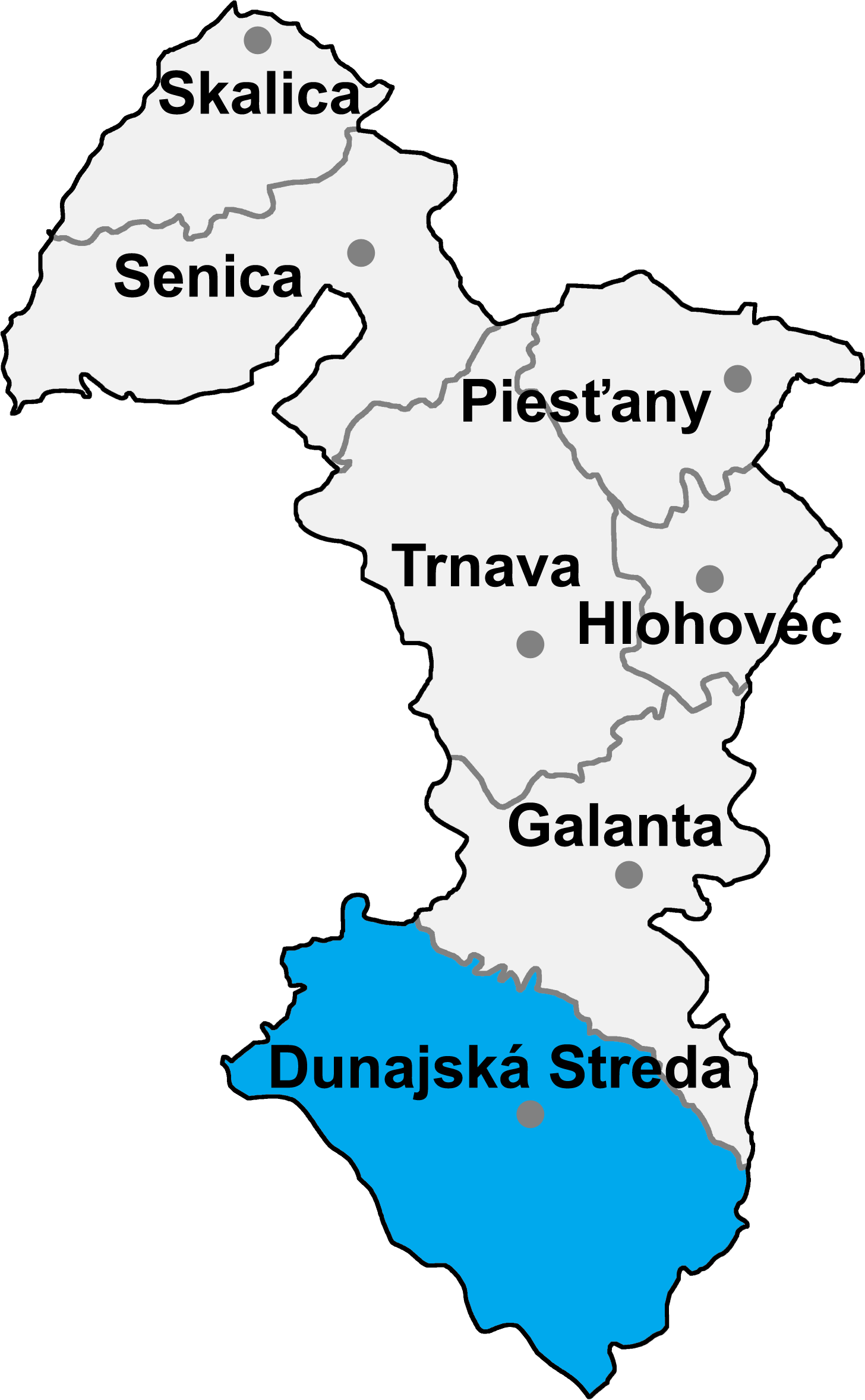
Localização de Dunajská Streda (distrito) na Trnava (região)

O Distrito eslovaco de Kyselica  é um dos sessenta e quatro municípios que formam a Distrito de Dunajská Streda, situada em Região de Trnava, Eslováquia.

## Demografia
| Ano:        | 1994 | 2004   | 2014    | 2024 |
| ----------- | ---- | ------ | ------- | ---- |
| Broj ljudi: | 124  | 136    | 150     | 270  |
| Razlika:    |      | +9,67% | +10,29% | +80% |

| Ano:               | 2023 | 2024   |
| ------------------ | ---- | ------ |
| Número de pessoas: | 254  | 270    |
| Diferença:         |      | +6,29% |